# Zankyo Reference
Albums de One Ok Rock
Niche Syndrome
(2010) Jinsei×Boku=
(2013)
Singles
1. Answer is Near
Sortie : 16 février 2011
2. Re:make/No Scared
Sortie : 20 juillet 2011

Zankyo Reference (残響リファレンス Zankyō Rifarensu) est le cinquième album studio du groupe de rock japonais One Ok Rock, publié le 5 octobre 2011.

## Liste des titres
| No  | Titre                                                              | Paroles          | Musique                        | Durée |
| --- | ------------------------------------------------------------------ | ---------------- | ------------------------------ | ----- |
| 1.  | Coda                                                               | - Taka           | - Toru                         | 0:50  |
| 2.  | LOST AND FOUND                                                     | - Taka           | - Taka - Toru                  | 3:03  |
| 3.  | Answer is Near (アンサイズニア)                                    | - Taka           | - Taka - Toru                  | 3:40  |
| 4.  | NO SCARED                                                          | - Taka           | - Taka - Toru                  | 3:39  |
| 5.  | C.h.a.o.s.m.y.t.h.                                                 | - Taka           | - Taka - Toru - Ryota - Tomoya | 5:18  |
| 6.  | Mr. Gendai Speaker (Mr.現代Speaker)                                | - Taka           | - Taka - Toru                  | 3:54  |
| 7.  | Seken Shirazu no Uchū Hikōshi (世間知らずの宇宙飛行士)             | - Ryota - Tomoya | - Ryota - Tomoya               | 3:32  |
| 8.  | Re:make                                                            | - Taka           | - Taka                         | 3:25  |
| 9.  | Pierce                                                             | - Taka           | - Taka                         | 4:25  |
| 10. | Let's take it someday                                              | - Taka           | - Taka                         | 3:41  |
| 11. | Kimishidai Ressha (キミシダイ列車) (Avec la piste cachée Tateyama) | - Taka           | - Taka - Toru - Ryota - Tomoya | 8:13  |

## Classements

### Album
| Classement (2011)                | Top position |
| -------------------------------- | ------------ |
| Album japonais (Oricon)          | 2            |
| Album japonais (Billboard Japan) | 2            |

### Singles
| Titre                             | Année | Top positions | Top positions |
| Titre                             | Année | JPN Oricon    | JPN Billboard |
| --------------------------------- | ----- | ------------- | ------------- |
| "Answer is Near" (アンサイズニア) | 2011  | 6             | 13            |
| "Re:make/No Scared"               | 2011  | 6             | 10            |

### Autre pistes classées
| Titre                | Année | Top positions |
| Titre                | Année | JPN Billboard |
| -------------------- | ----- | ------------- |
| "C.h.a.o.s.m.y.t.h." | 2011  | 88            |

## Interprètes
- Takahiro "Taka" Moriuchi : chant
- Tōru Yamashita : guitare
- Ryota Kohama : basse
- Tomoya Kanki : batterie, percussions